# Tunnel du Pedralba
Le Tunnel du Pedralba est un tunnel routier à péage situé en Espagne passant sous la sierra de Cancias. Il se trouve entre Sabiñánigo et Fiscal, sur le nouvel axe de la N-260 qui est aussi l'axe sub-pyrénéen (Sabiñánigo - La Seu d'Urgell - Puigcerdá - Ripoll - Figueres - Portbou).

## Caractéristiques
Sa longueur est de 2,598 km et il a été ouvert le 5 juillet 2012. Les premières études avaient eu lieu en 1936 et les travaux avaient débuté en 2003. Le tunnel de Pedralba est un tunnel routier monotube à deux voies avec une galerie d'évacuation parallèle reliée au tunnel principal tous les trois-cents mètres. De par sa longueur, il est le troisième tunnel d'Aragon et le vingt-sixième d'Espagne. 